# تي في أو إس
تي في أو إس (بالإنجليزية: tvOS)‏ هو نظام تشغيل تم تطويره من قبل شركة أبل. للجيل الرابع وما بعده من مشغل الوسائط الرقمية أبل تي في. تم الإعلان عن تلفاز تي في أو إس في 9 سبتمبر 2015 في حدث أبل سبتمبر 2015 ، إلى جانب الجيل الرابع من أبل تي في. في 29 أكتوبر 2015 ، بدأت طلبيات أبل تي في من الجيل الرابع، وبدأت الشحنات في الأسبوع التالي.
يعتمد تي في أو إس على نظام آي أو إس بشكل كبير بدلاً من إصدارات آي أو إس التي تم تجريدها من أنظمة تشغيل الجيل الثاني والثالث من أبل ي في. شائعات عن الجيل الرابع من أبل تي في ، مع دعم لبرامج طرف ثالث عبر أبستور، قبل حدث أبل سبتمبر 2015 الذي عقد في 9 سبتمبر 2015.

## وصلات خارجية
- الموقع الرسمي